# エミリー・ブラウニング
エミリー・ジェーン・ブラウニング（Emily Jane Browning, 1988年12月7日 - ）は、オーストラリアの女優。

## 来歴
ビクトリア州メルボルン出身。弟が2人いる。
1998年にジュディ・デイヴィス主演のテレビ映画『The Echo of Thunder』でデビュー。2001年の『The Man Who Sued God』で映画デビュー。翌年公開の『ゴーストシップ』で注目を集める。
2005年に『レモニー・スニケットの世にも不幸せな物語』のPRで共演のリアム・エイケンとブラッド・シルバーリング監督と共に来日した。また、同作品で放送映画批評家協会賞の若手女優賞にノミネートされた。
2016年3月、『アメリカン・ゴッズ』のローラ・ムーン役にキャストされた。

## 私生活
2011年に俳優のマックス・アイアンズと交際していることを公表したが、2012年夏には別れている。
2023年4月、『Shangri-La Suite』で共演したエディ・オキーフと挙式したことを、オキーフが自身のInstagramで公表した。

## 出演作品

### 映画
| 公開年 | 邦題 原題                                                                                | 役名                         | 備考                |
| ------ | ---------------------------------------------------------------------------------------- | ---------------------------- | ------------------- |
| 2001   | The Man Who Sued God                                                                     | Opal Ritchie                 | 映画デビュー作      |
| 2002   | ゴーストシップ Ghost Ship                                                                | ケイティ・ハーウッド         |                     |
| 2003   | 黒の怨 Darkness Falls                                                                    | ケイトリン・グリーン         |                     |
| 2003   | ケリー・ザ・ギャング Ned Kelly                                                           | グレイス・ケリー             |                     |
| 2004   | レモニー・スニケットの世にも不幸せな物語 Lemony Snicket's A Series of Unfortunate Events | ヴァイオレット・ボードレール |                     |
| 2009   | ゲスト The Uninvited                                                                     | アナ                         |                     |
| 2011   | エンジェル ウォーズ Sucker Punch                                                         | ベイビードール               |                     |
| 2011   | スリーピング ビューティー/禁断の悦び Sleeping Beauty                                     | ルーシー                     |                     |
| 2013   | ザ・ホスト 美しき侵略者 The Host                                                         | ペット／ワンダラー           | クレジットなし      |
| 2013   | 2月の夏 Summer in February                                                               | フローレンス                 |                     |
| 2013   | インサイド・ミー Plush                                                                   | ヘイリー                     |                     |
| 2013   | トランストリップ Magic Magic                                                             | サラ                         |                     |
| 2014   | ゴッド・ヘルプ・ザ・ガール God Help the Girl                                             | イヴ                         |                     |
| 2014   | ポンペイ Pompeii                                                                         | カッシア                     |                     |
| 2015   | レジェンド 狂気の美学 Legend                                                             | フランシス                   | 日本公開は2016年6月 |
| 2017   | 彼女のいた日々 Golden Exit                                                               | ナオミ                       |                     |

### テレビシリーズ
| 放映年 | 邦題 原題                                  | 役名           | 備考         |
| ------ | ------------------------------------------ | -------------- | ------------ |
| 2000   | サンダーストーン 未来を救え! Thunderstone  | クリオ         | 13エピソード |
| 2001   | 偽りのブロンド 〜マリリン・モンロー Blonde | フリース       | ミニシリーズ |
| 2017-  | アメリカン・ゴッズ American Gods           | ローラ・ムーン |              |